# Halowe Mistrzostwa Świata w Lekkoatletyce 1995 – skok w dal kobiet
Skok w dal kobiet – jedna z konkurencji rozgrywanych podczas halowych mistrzostw świata w lekkoatletyce w 1995. Eliminacje odbyły się 11 marca, a finał został rozegrany 12 marca.
Do eliminacji zgłoszone zostały 22 zawodniczki z 17 państw. Dwanaście najlepszych awansowało do finałowej rywalizacji.
Zawody w tej konkurencji wygrała reprezentantka Rosji Ludmiła Gałkina. Drugą pozycję zajęła rodaczka triumfatorki Irina Muszaiłowa, trzecią zaś reprezentująca Niemcy Susen Tiedtke-Greene.

## Wyniki

### Eliminacje
Grupa A
| Miejsce | Zawodniczka        | Państwo           | Podejście | Podejście | Podejście | Wynik końcowy | Uwagi |
| Miejsce | Zawodniczka        | Państwo           | #1        | #2        | #3        | Wynik końcowy | Uwagi |
| ------- | ------------------ | ----------------- | --------- | --------- | --------- | ------------- | ----- |
| 1.      | Nicole Boegman     | Australia         | 6,59      |           |           | 6,59          |       |
| 2.      | Tünde Vaszi        | Węgry             | 6,26      | X         | X         | 6,26          |       |
| 3.      | Ołena Perszyna     | Kazachstan        | 6,26      | X         | X         | 6,26          |       |
| 4.      | Shana Williams     | Stany Zjednoczone | X         | 6,20      | 6,24      | 6,24          |       |
| 5.      | Virge Naeris       | Estonia           | 6,17      |           |           | 6,17          |       |
| 6.      | Elma Muros         | Filipiny          | 6,11      | 6,07      | 6,10      | 6,11          |       |
| 7.      | Valentīna Gotovska | Łotwa             | 6,06      | X         | 6,05      | 6,06          |       |
| 8.      | Vladka Lopatič     | Słowenia          | X         | X         | 5,99      | 5,99          |       |
| 9.      | Ksenija Predikaka  | Słowenia          | X         | 5,97      | X         | 5,97          |       |
| 10.     | Béryl Laramé       | Seszele           | 5,38      | 5,46      | X         | 5,46          |       |
| –       | Heli Koivula       | Finlandia         | DNS       | DNS       | DNS       | DNS           |       |

Grupa B
| Miejsce | Zawodniczka          | Państwo           | Podejście | Podejście | Podejście | Wynik końcowy | Uwagi |
| Miejsce | Zawodniczka          | Państwo           | #1        | #2        | #3        | Wynik końcowy | Uwagi |
| ------- | -------------------- | ----------------- | --------- | --------- | --------- | ------------- | ----- |
| 1.      | Ludmiła Gałkina      | Rosja             | 6,08      | 6,73      |           | 6,73          |       |
| 2.      | Susen Tiedtke-Greene | Niemcy            | 6,45      | 6,57      |           | 6,57          |       |
| 3.      | Niki Ksantu          | Grecja            | 6,54      |           |           | 6,54          |       |
| 4.      | Renata Nielsen       | Dania             | 6,52      |           |           | 6,52          |       |
| 5.      | Irina Muszaiłowa     | Rosja             | 6,52      |           |           | 6,52          |       |
| 6.      | Marieta Ilcu         | Rumunia           | 6,30      | 6,47      |           | 6,47          |       |
| 7.      | Yao Weili            | Chiny             | 6,46      |           |           | 6,46          |       |
| 8.      | Paraskiewi Patulidu  | Grecja            | 6,09      | 6,31      | 6,45      | 6,45          |       |
| 9.      | Daphnie Saunders     | Bahamy            | 6,15      | 6,38      | 6,44      | 6,44          |       |
| 10.     | Claudia Gerhardt     | Niemcy            | 6,39      | 6,42      | 6,42      | 6,42          |       |
| 11.     | Jacqui Brown         | Stany Zjednoczone | 5,91      | 6,05      | 6,22      | 6,22          |       |

### Finał
| Miejsce | Zawodniczka          | Państwo    | Podejście | Podejście | Podejście | Podejście | Podejście | Podejście | Wynik końcowy | Uwagi |
| Miejsce | Zawodniczka          | Państwo    | #1        | #2        | #3        | #4        | #5        | #6        | Wynik końcowy | Uwagi |
| ------- | -------------------- | ---------- | --------- | --------- | --------- | --------- | --------- | --------- | ------------- | ----- |
| 01 !    | Ludmiła Gałkina      | Rosja      | 6,70      | 6,95      | 6,38      | X         | X         | X         | 6,95          |       |
| 02 !    | Irina Muszaiłowa     | Rosja      | 6,90      | X         | 6,80      | X         | 6,73      | X         | 6,90          |       |
| 03 !    | Susen Tiedtke-Greene | Niemcy     | 6,73      | 6,90      | X         | 6,77      | X         | X         | 6,90          |       |
| 4.      | Nicole Boegman       | Australia  | X         | X         | 6,64      | 6,81      | 6,68      | 6,65      | 6,81          |       |
| 5.      | Renata Nielsen       | Dania      | 6,66      | 6,15      | 6,59      | 6,77      | X         | X         | 6,77          |       |
| 6.      | Claudia Gerhardt     | Niemcy     | 6,49      | 6,53      | 6,41      | 6,56      | X         | 6,65      | 6,65          |       |
| 7.      | Yao Weili            | Chiny      | 6,57      | X         | X         | X         | 6,39      | X         | 6,57          |       |
| 8.      | Marieta Ilcu         | Rumunia    | 6,52      | 6,38      | X         | X         | 6,49      | X         | 6,52          |       |
| 9.      | Niki Ksantu          | Grecja     | X         | 6,51      | X         | NQ        | NQ        | NQ        | 6,51          |       |
| 10.     | Paraskiewi Patulidu  | Grecja     | 6,44      | X         | 6,26      | NQ        | NQ        | NQ        | 6,44          |       |
| 11.     | Ołena Perszyna       | Kazachstan | X         | 6,31      | X         | NQ        | NQ        | NQ        | 6,31          |       |
| 12.     | Tünde Vaszi          | Węgry      | X         | X         | 5,74      | NQ        | NQ        | NQ        | 5,74          |       |
| 13.     | Daphnie Saunders     | Bahamy     | 4,09      | 5,65      | X         | NQ        | NQ        | NQ        | 5,65          |       |